# Kirk Maltby
Kirk Frederick Maltby (* 22. Dezember 1972 in Guelph, Ontario) ist ein ehemaliger kanadischer Eishockeyspieler und derzeitiger -scout, der im Verlauf seiner aktiven Karriere zwischen 1989 und 2010 unter anderem 1241 Spiele für die Edmonton Oilers und Detroit Red Wings in der National Hockey League auf der Position des linken Flügelstürmers bestritten hat. Maltby, der den Großteil seiner Karriere bei den Detroit Red Wings verbrachte, gewann mit dem Team zwischen 1997 und 2008 insgesamt viermal den Stanley Cup. Darüber hinaus gewann er mit der kanadischen Nationalmannschaft die Goldmedaille bei der Weltmeisterschaft 2003 und den World Cup of Hockey 2004.

## Karriere
Kirk Maltby begann seine Karriere 1989 in der kanadischen Juniorenliga Ontario Hockey League bei den Owen Sound Platers. Im NHL Entry Draft 1992 wurde er von den Edmonton Oilers in der dritten Runde an Position 65 ausgewählt. Seine erste Profi-Saison bestritt er dann 1992/93 in der American Hockey League bei den Cape Breton Oilers, einem Farmteam der Edmonton Oilers.
Im Herbst 1993 gehörte er dann dem NHL-Kader der Oilers an und blieb zweieinhalb Jahre bei dem Team. Im März 1996 wurde er zu den Detroit Red Wings transferiert. Dort gehörte er lange Jahre zur „Grind Line“ um Darren McCarty und Kris Draper. Gleich in seiner ersten kompletten Saison in Detroit konnte er mit dem Team den Gewinn des Stanley Cup 1997 feiern. Im Jahr darauf konnten sie den Erfolg wiederholen.
Aufgrund seiner harten Spielweise erlitt er öfters Verletzungen und konnte erst in der Saison 2001/02 die kompletten 82 Spiele einer Spielzeit absolvieren. In den Playoffs 2002 konnten die Red Wings zum dritten Mal in sechs Jahren den Stanley Cup gewinnen. Die folgenden Jahre verliefen weitestgehend verletzungsfrei und 2002/03 hatte Maltby seine beste Saison mit 37 Scorerpunkten. Die Punkteausbeute ging in den nächsten Jahren zwar wieder deutlich zurück, doch neben Kris Draper und Daniel Cleary ist er ein wichtiger Teil in der Checking Line der Red Wings. Im Mai 2007 verlängerten die Detroit Red Wings Maltbys Vertrag um drei Jahre. Maltby war nach Nicklas Lidström und Kris Draper der dienstälteste Red Wing, der in der Spielzeit 2009/10 aktiv war. Im Oktober 2010 erklärte der Offensivakteur seine aktive Laufbahn für beendet und arbeitet nun als Scout bei den Detroit Red Wings.

## Erfolge und Auszeichnungen
| - 1993 Calder-Cup-Gewinn mit den Cape Breton Oilers - 1997 Stanley-Cup-Gewinn mit den Detroit Red Wings - 1998 Stanley-Cup-Gewinn mit den Detroit Red Wings | - 2002 Stanley-Cup-Gewinn mit den Detroit Red Wings - 2008 Stanley-Cup-Gewinn mit den Detroit Red Wings |

### International
- 2003 Goldmedaille bei der Weltmeisterschaft
- 2004 Goldmedaille beim World Cup of Hockey
- 2005 Silbermedaille bei der Weltmeisterschaft

## Karrierestatistik

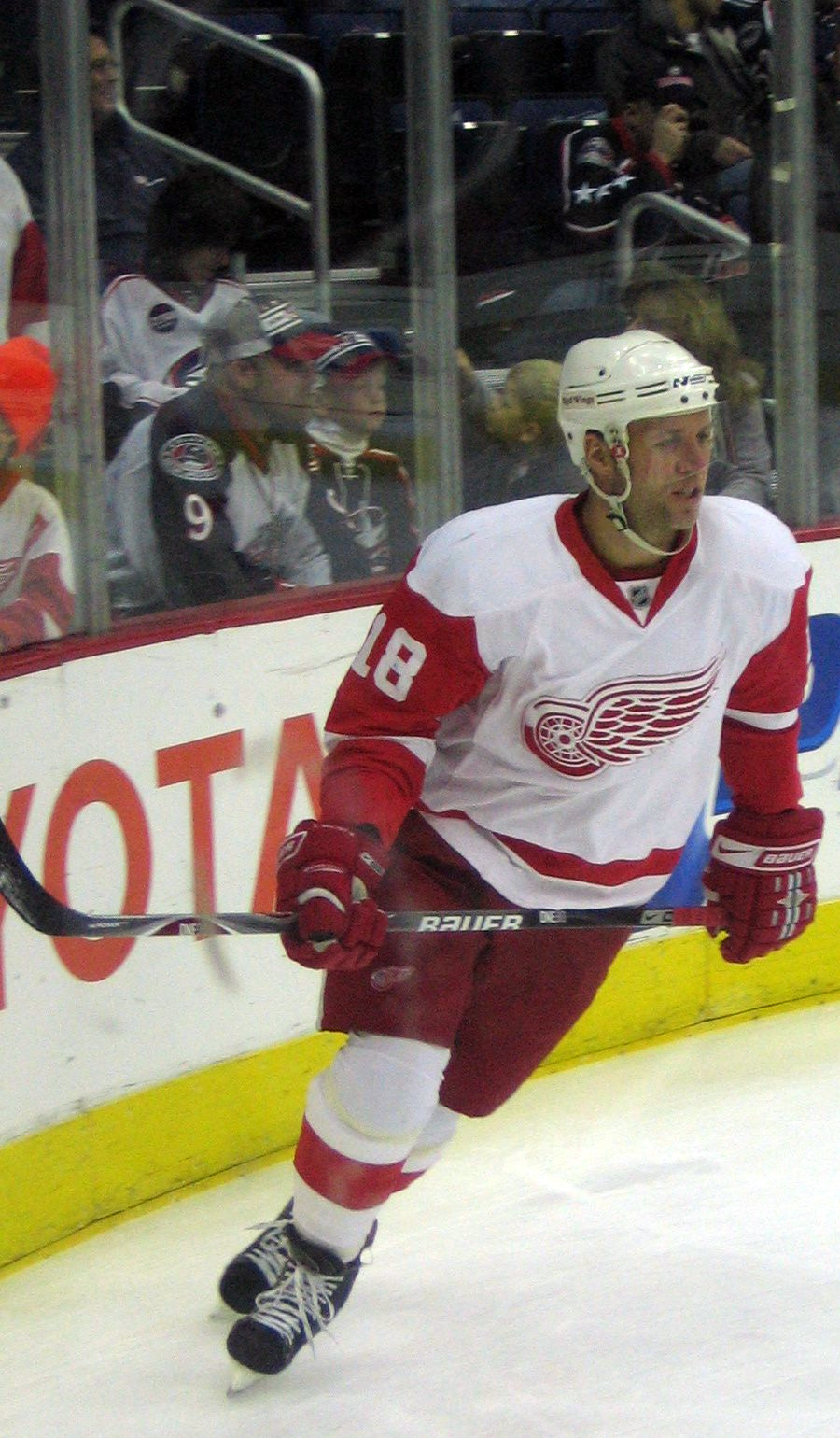
Maltby im Trikot der Detroit Red Wings

### International
Vertrat Kanada bei:
- Weltmeisterschaft 2003
- World Cup of Hockey 2004
- Weltmeisterschaft 2005

(Legende zur Spielerstatistik: Sp oder GP = absolvierte Spiele; T oder G = erzielte Tore; V oder A = erzielte Assists; Pkt oder Pts = erzielte Scorerpunkte; SM oder PIM = erhaltene Strafminuten; +/− = Plus/Minus-Bilanz; PP = erzielte Überzahltore; SH = erzielte Unterzahltore; GW = erzielte Siegtore; 1 Play-downs/Relegation; Kursiv: Statistik nicht vollständig)